# Kuća Jovanke Orleanke
Kuća Jovanke Orleanke (fr. Maison natale de Jeanne d'Arc) je kuća u kojoj je rođena Jovanka Orleanka, jedna od najpoznatijih francuskih osloboditelja. Kuća je izgrađena negde oko 1412 a danas se nalazi u gradu Domremi la Pisel. To je zapravo kuća Jovankinih roditelja: majke Izabel i oca Žaka. 

## Istorija kuće
Ova kuća je do 1440, pripadla porodici Jovanke Orleanke, a odakle se Jovankina majka Izabel odselila k njenom najstarijem sinu Pjeru, gde je umrla 1458. Kasnije je kuća bila pod vlasništvom porodice Gerardo. Kuća je 20. juna 1818. prodata za 2500 franaka. Kuća ima 4 sobe — jedna je nekada pripadala Jovankinim roditeljima, u drugoj su spavali Jovankina braća, u trećoj je spavala Jovanka i njena sestra, četvrta soba je bila podrumska kuhinja i trpezarija. Kuća je danas muzej. 